# Югорски полуостров
Югорският полуостров (на руски: Югорский полуостров) е полуостров в крайната североизточна част на Европейска Русия, между Хайпударската губа на Баренцово море на запад и Байдарацката губа на Карско море на североизток, в Ненецки автономен окръг на Архангелска област в Русия. Площ около 18 хил.km2. Основно територията на полуострова представлава вълниста равнина с височина до 200 m с широко развити морски (основно в крайбрежните райони) и ледникови наслаги. Централните му части са заети от възвишението Пай-Хой (връх Мореиз 467 m). Зимата е продължителна (7 месеца), а лятото кратко и прохладно. Средна януарска температура –20 °C, средна юлска 7 °C. Годишната сума на валежите е около 300 mm. Най-голямата река протичаща по полуострова е Голяма Ою. Преобладава лишейната и полигоналната тундра. На северното му крайбрежие е разположено село Амдерма.